# Españoles en el Pacífico
Españoles en el Pacífico fue una serie-documental de televisión, dirigida y presentada por Miguel de la Quadra Salcedo, con realización de Ramón Comas y emitida por La 1 de Televisión española en 1980.

## Temática
La serie, rodada en escenarios naturales del Océano Pacífico relata las historias y aventuras de los conquistadores españoles en los siglos XVI y XVII en su llegada a Australia, las Nuevas Hébridas y las Islas Molucas, lo que en el siglo XXI son Indonesia y Vanuatu. Algunas de estas tierras del Pacífico pertenecieron a la corona española durante más de 300 años.

## Listado de episodios
- Australia incógnita. (10 de enero de 1980). Llegada de Pedro Fernández de Quirós a Australia en 1606.
- La nueva Jerusalem. (17 de enero de 1980).
- El Conde de Buenaesperanza. (24 de enero de 1980). Narra la historia de Tomás Alonso de Zabala en Nuevas Hébridas.
- Juan Sebastián Elcano en las Islas Molucas (I). (14 de febrero de 1980). Rodada en Tidore y Ternate.[3][4]